# Algonkische talen

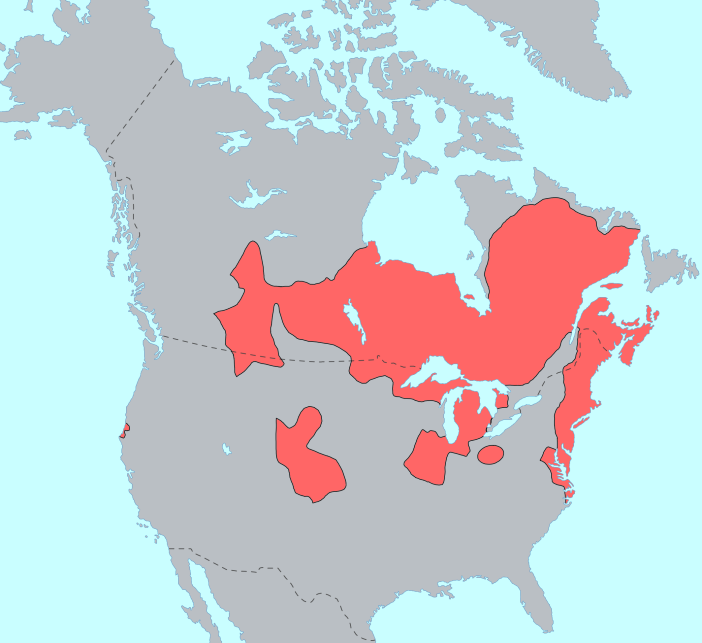
De verbreiding van de Algische talen, bestaande uit de Algonkische talen plus in de kleine gebieden aan de westkust de niet-Algonkische talen Yurok en Wiyot.

Het Algonkisch, Algonkian of Algonquian is een subtaalfamilie van zo'n 40 verschillende indiaanse talen. Samen met Yurok en het uitgestorven Wiyot vallen de Algonkische talen onder de grotere Algische taalfamilie.
De sprekers van verschillende Algonkische talen, ook al verstaan ze elkaar vaak niet, voelen zich cultureel gezien met elkaar verwant. Onderling noemt men elkaar daarom Nii'inawag (enkelvoud: Nii'inaw), dat 'mensen die de taal van onze natie spreken' betekent. De naam Algonkian is afgeleid van de Algonkin, een volk dat in de prekoloniale tijd aan de noordoostkust van Noord-Amerika woonde, en van Algonkin (Omaamiwininiwak of Weskarini), een inheemse natie van 8.000 personen uit Quebec en Ontario; de laatste groep stamt af van de eerste groep. Algonkian of Algonkin is afgeleid van het archaïsch-Algonkische woord Algomekwin dat "volk aan de overzijde van de rivier" betekent.
De grootste groep inheemse Amerikanen die de taal spreken zijn de Anishinaabeg, die weer onderverdeeld zijn in de Ojibweg, Odaawaag en de Bodéwadmi uit het Grote Merengebied op de grens van Canada en de VS, en de Lenni-Lenape uit Delaware, New Jersey, Ohio, Oklahoma, Pennsylvania, Kansas, Colorado, Wisconsin en Ontario. 
Bekende volkeren die de Algonkische taal spreken (of spraken) zijn o.a. (volk gevolgd door taal tussen haakjes):
- in oostelijk Noord-Amerika:
  - Abenaki (Abenaki)
  - Asakiwaki (Sauk)
  - Ayisiniwak (Cree)
  - Bodēwadmi (Potawatomi);
  - Illiniwek (Illinois)
  - Lenni-Lenape of Delawares (Lenni-Lenape)
  - Mamaceqtaw (Omaaeekwnomenew, Menominee) (Menominee)
  - Meskwakihaki (Fox) (Meskwaki)
  - Mi'kmaq (Micmac) (Mi'kmawi'sink) (Mi'kmaq)
  - Myaamiaki (Miami)
  - Odaawaa(g) (Ottawa)
  - Ojibweg of Chippewa (Ojibwe)
  - Omaamiwininiwak (Algonkin)
  - Powhatan (Powhatan)
  - Shawano (Shawnee);

- in het westen:
  - Nêhiyawak (Plains Cree) (Cree)
  - Inuna-Ina (Arapaho)
  - Pikuni (Piegan) (Blackfoot)
  - So'taa'e /Tsitsistas (Cheyenne)
  - Siksikaka (Blackfoot);

- en in het zuiden (Kansas, Oklahoma, Texas en Mexico):
  - Giiwigaabaw (Kickapoo).